# Unwritten Law
Unwritten Law je americká rocková čtyřčlenná hudební skupina, která vznikla v roce 1990 v Puway v Kalifornii. Dnes vystupuje v sestavě Scott Russo (zpěv), Dylan Howard (bicí), Kevin Besignano (kytara) a Derik Envy (basová kytara) Kapela vydala dodnes 6 studiových alb, nejnovější album s názvem Swan vyšlo 29. března 2011. Kapela je nejvíce známá pro své dva hity „Seein' Red“ a „Save Me (Wake Up Call“, které se dostaly do prvních pěti v americkém žebříčku US Modern Rock Chart časopisu Billboard.

## Historie

### Pop punková dekáda (1990-1999)
Skupina vznikla v roce 1990 v Puway v Kalifornii. Založil ji původní bubeník Wade Youngman, ke kterému se postupně přidali zpěvák Scott Russo, baskytarista John Bell a kytaristi Steve Morris a Rob Brewe. Svoje první demo vydala skupina v roce 1992 na hudební kazetě a poté následovala deska Blurr na 7 palcové gramofonové desce. Kapela se rychle zapojila do hudební scény v San Diegu po boku dalších skupin jako blink-182, Buck-O-Nine, Sprung Monkey, Drive Like Jehu, a Rocket from the Crypt.
První studiové album s názvem Blue Room vydala kapela v roce 1994 přes vydavatelství Red Eye Records. Obsahovalo nejstarší hity kapely, jimiž jsou „CPK“, „Shallow“ a „Suzanne“. Díky svému pop punkovému stylu si kapela vydobyla větší popularitu v okolí San Diega a podepsala novou smlouvu s vydavatelstvím Epic Records. S ním pak vydala první album znovu v roce 1995.
Druhé studiové album s názvem Oz Factor vydala kapela v roce 1996. Obsahovalo hity „Denied“ a „Superman“, které byly vydány samostatně jako singly. Na podporu alba skupina poprvé vyrazila na turné po Spojených státech společně s blink-182 a Pennywise.
V roce 1997 skupina podepsala novou smlouvu s vydavatelstvím Interscope Records a John Bell kapelu opustil. Při vydání třetího alba s názvem Unwritten Law v roce 1998 se k nim přidal baskytarista skupiny Pivit Micah Albao. Album obsahovalo tři singly „Lonesome“, „Callin“ a „Teenage Suicide“. Pat „PM“ Kim, původně z kapely Sprung Monkey, nastoupil na post baskytaristy. Kapela vyrazila na turné při festivalu extrémních sportů Warped Tour od firmy Vans, díky čemuž se dostala i do Evropy a Austrálie. V Austrálii se kapela dočkala nadšeného ohlasu, proto později vydala několik speciálních singlů pouze pro Austrálii a několikrát se tam vrátila.

### Období úspěchu (2000-2005)
Na čtvrtém albu Elva pracovala kapela poměrně dlouho, album vyšlo v roce 2002. Kapela se posunula z pop punkových devadesátých let a do nové dekády vstoupila více hard rockovým zvukem. Mírně úspěšný byl hit „Up All Night“, ale mnohem více se uchytila skladba „Seein' Red“, pro kterou kapela natočila hudební klip, a která získala první místo v americkém žebříčku US Modern Rock Chart. Na podporu nového alba kapela vyrazila na turné po boku kapel Sum 41 a The Used.
V roce 2003 pozvala kapelu televizní stanice VH1 na nahrávání jedné epizody seriálu Music in High Places. Skupina se k nahrávání dostala náhodou, protože VH1 chtěla původně pozvat kapelu Jimmy Eat World, ale místo toho kontaktovala omylem kapelu Unwritten Law. Nahráli několik živých vystoupení v Yellowstonském národním parku. Ty pak vydala s vydavatelstvím Lava Records na samostatném albu, pojmenovaném po seriálu. S vydavatelstvím Interscope se rozešli, protože odmítlo toto album vydat. Vystoupení byla vydána také na DVD Live in Yellowstone. Píseň „Rest Of My Life“ byla hodně hrána na rozhlasových stanicích po celém světě.
Krátce po vydání alba Music in High Places opustil zakládající bubeník Wade Youman kapelu kvůli osobním i pracovním neshodám. Při nahrávání pátého alba Here's to the Mourning se ke kapele přidali bubeníci Adrian Young z kapely No Doubt a Tony Palermo ze skupiny Pulley. Kapela byla natolik spokojená s vystoupením Palerma, že se ho po vydání alba v roce 2005 rozhodla přijmout trvale na post bubeníka. Slova mnoha písní na albu napsal Scott Russo společně se svojí přítelkyní Aimee Allenovou. Na hlavním singlu alba „Save Me (Wake Up Call)“, který se umístil na pátém místě žebříčku US Modern rock chart, spolupracovali také s Lindou Perry. Dalšími hity alba jsou „She Says“ a „Celebration Song“, který je součástí soundtracku k videohře Need for Speed Underground 2.
V březnu roku 2005 byl z kapely vyhozen Rob Brewe kvůli neshodám s Russoem a dalšími členy kapely. Od té doby kapela dalšího člena nenabrala a pokračuje jako čtyřčlenná. Na podporu pátého alba vyrazila kapela na turné po USA.

### Swan a soudobá aktivita (2006 - současnost)
Většinu roku 2006 pracovala kapela na albu nejlepších písní The Hit List, které vydalo vydavatelství Abydos Records. Album obsahuje 17 nejpopulárnějších písní, většinu z nich kapela nahrála nově v nové sestavě a také dvě nové písně „Shoulda Known Better“ a „Welcome to Oblivion“. V červenci roku 2007 vyrazila kapela na turné s albem nejlepších písní, na post bubeníka přišel Dylan Howard, protože Palermo zůstal doma se svoji těhotnou ženou. Ještě v roce 2007 oznámil Palermo, že přechází do kapely Papa Roach.
Unwritten Law mezitím s novým bubeníkem natočili další DVD v Key Clubu v Hollywoodu. Z těchto vystoupení udělala kapela také živé album s názvem Live and Lawless, které vydala ve vydavatelství Suburban Noize Records v roce 2008. Ve stejném vydavatelství vydala kapela poslední album s názvem Swan, které vyšlo 29. března 2011. Kapela v roce 2011 vyrazila znovu na Warped Tour.
Po turné vyplavaly na povrch neshody mezi Russoem a kytaristy Morrisem a Kimem, kteří kapelu opustili. Místo nich nastoupili Derik Envy, původně z kapely Red Eye Sky, a Kevin Besignano z kapely Bullets and Octane.

## Diskografie
- Blue Room (1994)
- Oz Factor (1996)
- Unwritten Law (1998)
- Elva (2002)
- Here's to the Mourning (2005)
- Swan (2011)